# Символьне програмування
У комп’ютерному програмуванні символьне програмування — це парадигма програмування, в якій програма може маніпулювати власними формулами та програмними компонентами так, якби вони були простими даними.
За допомогою символьного програмування можна розробити складні процеси, які будують інші, складніші процеси, поєднавши менші логічні або функціональні одиниці. Такі програми можуть ефективно модифікуватися та створювати враження, що вони «навчаються», що робить їх більш придатними для таких програм, як штучний інтелект, експертні системи, обробка природної мови та комп’ютерні ігри.
Мови, які підтримують символічне програмування, включають гомоіконічні мови, такі як Wolfram Language, LISP і Prolog . 